# 死の湖
死の湖(Lacus Mortis)は、月の海の一つ。直径は約151km。
ビュルクは死の湖のほぼ中央に位置する、そしてビュルク谷は死の湖の西に位置する。
縦孔が存在することが予想されていることから、Google Lunar X Prizeへの挑戦中の民間月面探査チーム「HAKUTO」が2016年後半に計画している月面探査の着陸地点としている。